# Stay Gold (альбом Бутча Уокера)
Stay Gold (с англ. — «Будь золотым») — восьмой студийный альбом американского рок-музыканта Бутча Уокера и второй, выпущенный под именем Butch Walker and the Black Widows. Он был выпущен 26 августа 2016 года на компакт-дисках, виниле и в цифровом формате с помощью лейблов Dangerbird Records (США) и Lojinx (Европа). Альбом был анонсирован в июне того же года с лид-синглом «East Coast Girl».
Альбом получил положительные отзывы критиков.

## История
После предыдущего альбома Afraid of Ghosts, эмоционального альбома, записанного после потери отца, Stay Gold представляет собой гораздо более оптимистичный и жизнерадостный взгляд. Уокер говорит: «Я выплеснул все это на Afraid of Ghosts, и это была тяжёлая тема. И что дальше делать? […] Это вызвало много горько-сладкой ностальгии. Поэтому я начал писать обо всем этом, и мне показалось, что шаблон должен быть скорее праздничным, если говорить о музыке».
Уокер называет фильм 1983 года «Изгои» основным тематическим влиянием на запись, что перекликается с его собственным детством в маленьком городке, а название отсылает к фразе, сказанной Джонни Кейдом Понибою Кёртису: «Оставайся золотым, Понибой. Оставайся золотым».

## Отзывы
| Совокупная оценка | Совокупная оценка |
| Источник          | Оценка            |
| ----------------- | ----------------- |
| Metacritic        | 80/100            |
| Оценки критиков   |                   |
| Источник          | Оценка            |
| The A.V. Club     | B+                |
| AllMusic          | [ 9 ]             |

Альбом получил в основном положительные отзывы критиков.
Его рейтинг на Metacritic равный 80 из 100 означает «благоприятные отзывы».

## Список композиций
| №   | Название                                 | Автор(ы)       | Длительность |
| --- | ---------------------------------------- | -------------- | ------------ |
| 1.  | «Stay Gold»                              | Бутч Уокер     | 3:57         |
| 2.  | «East Coast Girl»                        | Walker         | 4:18         |
| 3.  | «Wilder in the Heart»                    | Walker         | 3:49         |
| 4.  | «Ludlow Expectations»                    | Walker         | 4:47         |
| 5.  | «Descending» (featuring Ashley Monroe)   | Walker, Monroe | 4:16         |
| 6.  | «Irish Exit»                             | Walker         | 3:58         |
| 7.  | «Mexican Coke»                           | Walker         | 4:10         |
| 8.  | «Can We Just Not Talk About Last Night?» | Walker         | 4:28         |
| 9.  | «Spark: Lost»                            | Walker         | 4:30         |
| 10. | «Record Store»                           | Walker         | 4:56         |

## Чарты
| Чарт (2016)                           | Высшая позиция |
| ------------------------------------- | -------------- |
| США (Billboard 200)                   | 143            |
| США (Billboard Folk Albums)           | 4              |
| США (Billboard Independent Albums)    | 10             |
| США (Billboard Top Rock Albums)       | 10             |
| США (Billboard Top Tastemaker Albums) | 11             |
| США (Billboard Vinyl Albums)          | 12             |